# Kim Song-hee
Kim Song-hee, née le 16 juillet 1988 à Séoul, est une golfeuse Sud-Coréenne. Professionnelle depuis 2006 et rejoignant le circuit américain de la LPGA en 2007, elle a remporté cinq victoires professionnelles sur le circuit Futures (antichambre de la LPGA) en 2006. Sa meilleure performance lors d'un tournoi majeur est une troisième place au Championnat Kraft Nabisco en 2010 à quatre coups de la championne taïwanaise Yani Tseng et à trois coups de la seconde la Norvégienne Suzann Pettersen.

## Biographie

### 2004-2006: carrière en amatrice et accession au circuit Futures
Très vite propulsée parmi les meilleures amatrices de son pays entre 2004 et 2005, elle tente cette dernière année sa chance lors d'un tournoi qualificatif pour joindre le circuit Futures (antichambre de la LPGA). Malgré son jeune âge, dix-sept ans, elle devient un membre de ce circuit tout comme sa compatriote Inbee Park et Angela Park. Kim Song-hee devient la plus jeune vainqueure professionnel d'un tournoi professionnel sur le sol américain avec sa victoire au « Louisiana Pelican Classic », elle continue sa moisson cette année-là en ajoutant quatre autres titres du circuit Futures à son palmarès : « IOS Golf Classic », « championnat Health Care », « CIGNA Chip in For A Cure FUTURES Golf Classic » et le « championnat The Gettysburg ». Elle remporte les titres de meilleure joueuse et meilleure débutante du circuit Futures en 2006, et accède au circuit de la LPGA pour l'année 2007.

### 2007 à aujourd'hui: carrière sur le circuit de la LPGA
La saison 2007 sur le circuit de la LPGA est difficile pour Kim Song-hee. Elle ne confirme pas les attentes placées en elle en ne terminant jamais dans le top 20 des tournois auxquels elle prend part, se bataillant plutôt pour réussir à passer les cuts.
Ayant un statut fragile pour la saison 2008 sur la LPGA en raison de ses mauvaises performances en 2007, elle commence la saison avec son meilleur résultat de sa carrière en accrochant une quinzième place à l'Open Fields d'Hawaï puis est tout proche de remporter le « championnat Corona » au Mexique, battue par Lorena Ochoa. Elle réussit plusieurs top 10 cette saison-là - cinquième à l'Open Ginn, troisième au Ginn Tribute Hosted by Annika, quatrième à l'Open du Canada, quatrième au Navistar LPGA Classic et seconde au championnat du monde Samsung derrière Paula Creamer. Elle termine quatorzième du classement des gains avec 980 883 dollars sur les vingt-cinq tournois disputés.
Lors de la saison 2009, elle poursuit son ascendance dans la hiérarchie, elle monte à la onzième place du classement des gains avec 1 032 031 dollars en atteignant à douze reprises le top 10 d'un tournoi dont trois tournois majeurs : neuvième au championnat de la LPGA, douzième à l'Open américain et onzième à l'Open britannique. Toutefois, elle ne remporte pas de tournoi. En 2010, elle confirme sa saison 2009 en terminant sur le podium du premier majeur de l'année avec une troisième place au Championnat Kraft Nabisco à quatre coups de la championne taïwanaise Yani Tseng et à trois coups de la seconde la Norvégienne Suzann Pettersen.

## Palmarès
Kim Song-hee compte au total cinq titres, tous remportés sur le circuit Futures (antichambre de la LPGA) en 2006.

### Victoires professionnelles (5)
| Année    | Tournoi                                                 | Tournoi                              | Tournoi                           |
| 2006 (5) | Louisiana Pelican Classic (Futures)                     | IOS Golf Classic (Futures)           | Championnat Health Care (Futures) |
| 2006 (5) | CIGNA Chip in For A Cure FUTURES Golf Classic (Futures) | Championnat The Gettysburg (Futures) |                                   |

### Parcours en tournois majeurs
| Tournament                | 2007 | 2008 | 2009 | 2010 | 2011 | 2012 |
| ------------------------- | ---- | ---- | ---- | ---- | ---- | ---- |
| Championnat Kraft Nabisco | DNP  | DNP  | T21  | 3    | T33  | CUT  |
| Championnat de la LPGA    | CUT  | CUT  | T9   | 2    | CUT  | CUT  |
| Open américain            | T50  | T24  | 12   | 13   | T34  | DNP  |
| Open britannique          | DNP  | CUT  | T11  | T19  | T14  | DNP  |

DNP = N'a pas participé

CUT = A raté le Cut

"T" = Égalité

Le fond vert montre les victoires et le fond jaune un top 10.